# 김태정 (법조인)
김태정(金泰政, 1941년 11월 8일~)은 대한민국의 법률가이다. 검찰총장과 법무부장관을 지냈으며 로시콤의 변호사이자 대표이사이다.
전남 장흥에서 태어나 광주고등학교와 서울대학교 법대를 졸업하였으며 1964년 제 4회 사법시험에 합격하였다. 1999년 검찰총장 재임시절 부인이 옷로비 사건에 연루되었으나 무죄를 선고받았다.

## 같이 보기
- 1999년 대전 법조비리